# Площадь Нахимова (Севастополь)

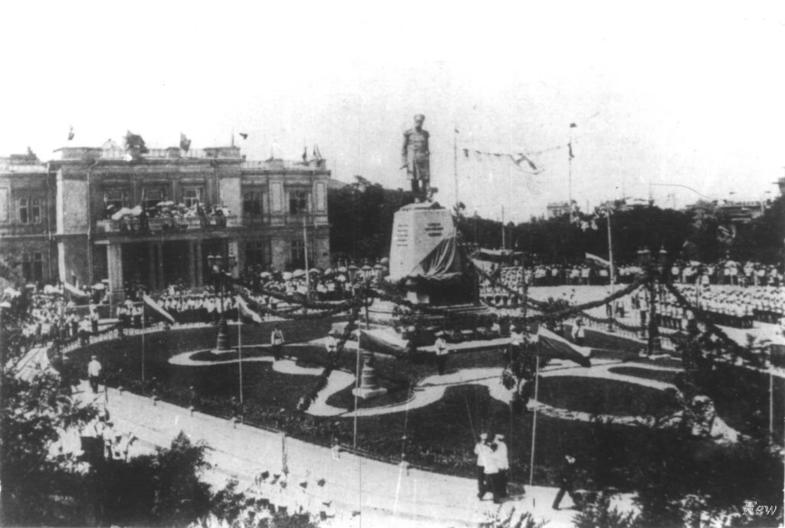
Площадь Нахимова в начале XX века

Пло́щадь Нахи́мова — одна из центральных площадей Севастополя, часть Центрального городского кольца. Находится в Ленинском районе Севастополя, от неё начинаются Приморский и Матросский бульвары, проспект Нахимова и улица Ленина, здания и зелень которых формируют облик самой площади.

## История
На площади начинался Севастополь, здесь были построены Екатерининский дворец и другие первые здания нового города. За свою историю площадь меняла название семь раз — первоначальное название площади Екатерининская (с 1787 г.), затем Нахимова (с 1898 г.), Труда (с 03.01.1921), III Интернационала (с мая 1928 г.), Парадов (с 1946 г.), Ленина (с 1951 г.), с 1959 — вновь площадь Нахимова.
На площади Нахимова находятся Портофлотские причалы, от которых ходят пассажирские катера на Северную сторону (площадь Захарова, посёлок Голландия) и Инкерман.

## Памятники истории и архитектуры
- Памятник в честь 200-летия основания Севастополя (1983, авторы Г.Кузьминский и А.Гладков).
- В центре площади установлен памятник адмиралу Нахимову, впервые в 1898 году в присутствии императора Николая II (снесён в 1928), современный в 1959.
- Мемориал в честь героев второй обороны Севастополя (1967, архитектор И.Фиалко, скульптор В.Яковлев) построен на месте, где прежде находились Общее собрание флагманов и капитанов (1847, архитектор А. П. Брюллов, во время Крымской войны — главный перевязочный пункт, в котором работал хирург Пирогов), а позже Морское собрание (1887, главный аристократический клуб дореволюционного Севастополя).
- Графская пристань (1846, архитектор Дж. Уптон, позже дважды восстанавливалась после полного разрушения).
- Монументальная городская доска Почёта (1952, архитекторы А. Ларионова, Д. Меншиков).[2]
- Спортивный клуб Черноморского флота России — первоначально водная станция, построена в 1933 году, трибуны для зрителей парада в День ВМФ сооружены в 1977 году (архитектор Ю. И. Брауде).[3]

|                                        |  |                   |  |                                                    |
| Памятный знак в честь 200-летия города |  | Памятник Нахимову |  | Мемориал в честь героев второй обороны Севастополя |